# Ricardo Sanchez
Ricardo Sánchez, né le 9 septembre 1953, est un ancien lieutenant général de l'armée des États-Unis qui a été candidat pour le Parti démocrate aux élections sénatoriales américaines de 2012 au Texas pour le siège du sénateur prenant sa retraite Kay Bailey Hutchison.